# Abetni
Abetni war eine altägyptische Königin der 13. Dynastie, die bisher nur von einer Stele bekannt ist, die sich in el-Lischt (Schacht 412) fand und sich heute im Lowe Art Museum, University of Miami (Inventar-Nr. 877509), befindet. Auf der Stele wird sie zusammen mit dem Königssohn Hepu genannt, der wahrscheinlich ihr Sohn war. Ihr königlicher Gemahl ist unbekannt.